# استخوان هلالی
استخوان هلالی یا لونِیت (به انگلیسی: Lunate) یکی از استخوانهای ردیف پروگزیمال استخوان مچ دست است که به شکل هلال ماه (به انگلیسی: crescent-shaped) می باشد.
استخوان‌های ردیف فوقانی (پروگزیمال) مچ دست از سمت خارج به داخل عبارتنداز:
- استخوان ناوی (اسکافوئید)
- استخوان هلالی (لونیت)
- استخوان هرمی (تریکتروم)
- استخوان نخودی (پیزیفورم).

## دررفتگی استخوان هلالی
- اهمیت استخوان هلالی در دررفتگی‌های این استخوان است.دررفتگی کامل مفصل مچ دست نادر است ولی در بسیاری اوقات دررفتگی‌های ناکامل در این مفصل دیده می‌شوند که شایع‌ترین آن‌ها دررفتگی استخوان لونیت است.

لونیت پس از شکستگی اسکافویید شایعترین آسیب استخوانچه‌های مچ دست به‌دنبال ضربه است. گاهی این دررفتگی با شکستگی استخوان اسکافوئید یا زائده نیزه ای (استیلویید) استخوان رادیوس یا هر دو همراه است.

## نگارخانه

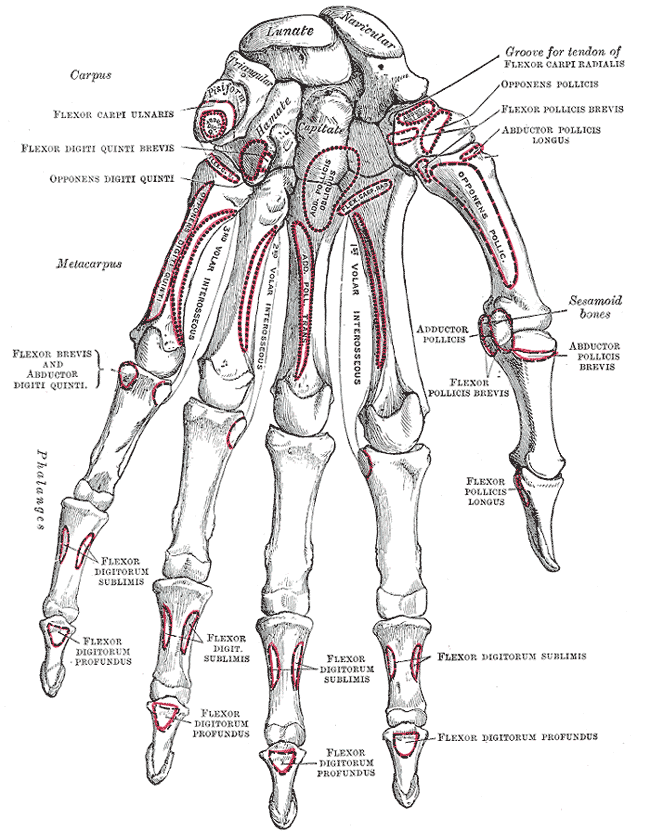
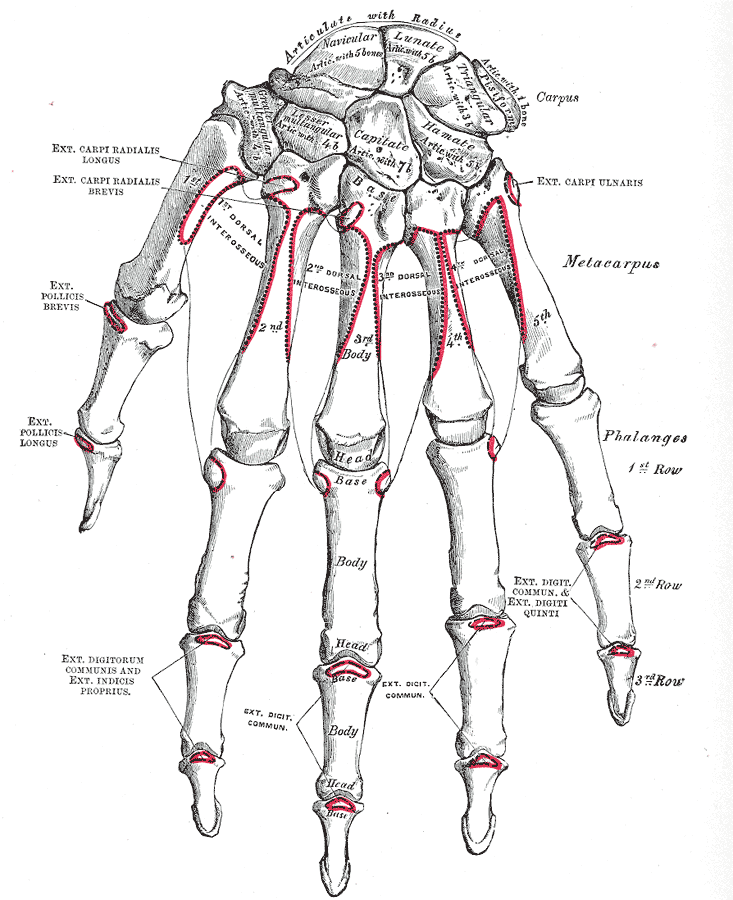
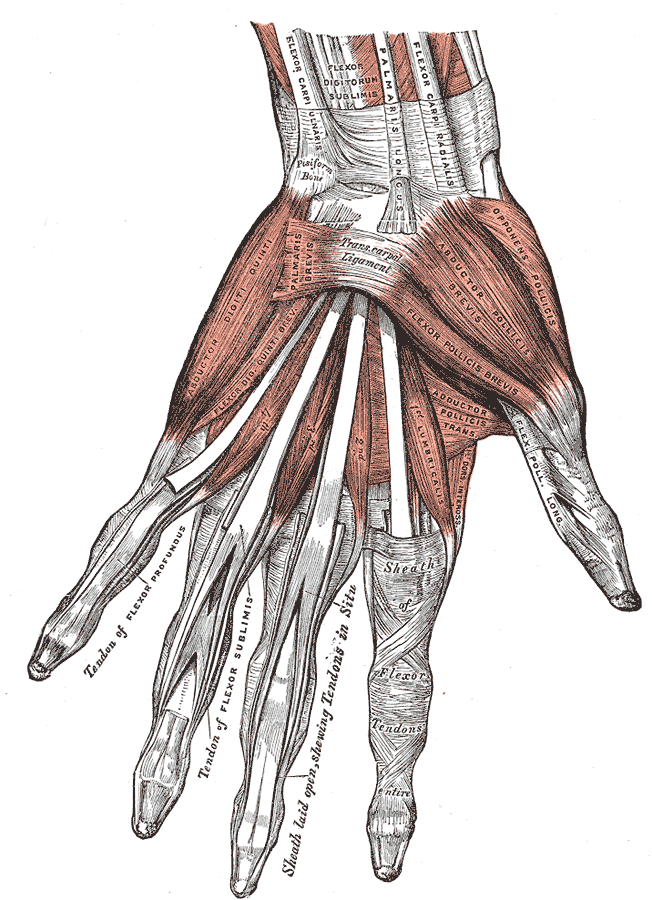